# Verband Deutscher Makler

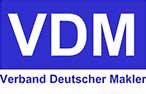
Ehemaliges Logo des VDM

Der Verband Deutscher Makler für Grundbesitz, Hausverwaltung und Finanzierungen e.V. (VDM) wurde 1963 von Hans Joachim Blumenauer mit 15 weiteren Immobilienmaklern gegründet und war einer der ehemals zwei bundesweiten Berufsverbände der Immobilienmakler und Hausverwalter. Von 1971 bis 1973 war Hans-Peter Gebhardt Präsident; der VDM hatte seinerzeit 800 Mitglieder. 1989 zählte der VDM 1.000 Mitglieder und 1996 hatte der Verband ca. 2.500 Mitgliedsfirmen.
Im Jahre 2004 ist aus den bisher selbständigen Traditionsverbänden Verband Deutscher Makler (VDM) und Ring Deutscher Makler (RDM) der Immobilienverband Deutschland IVD Bundesverband der Immobilienberater, Makler, Verwalter und Sachverständigen e.V. hervorgegangen.
Der VDM war Gründungsmitglied des Europäischen Maklerverbandes Conféderation Européenne de l’Immobilier (CEI)